# دانشنامه زبان و ادب فارسی
دانشنامهٔ زبان و ادب فارسی دانشنامه‌ای است به زبان فارسی، دربرگیرندهٔ مهم‌ترین اطلاعات ادبی فارسی، در قالب مقاله‌هایی در موضوعات رجال و کتاب‌های ادبی، دستور زبان، اصطلاحات عرفانی، بلاغت (معانی و بیان)، عروض و قافیه، قالب‌های شعری، سبک‌های ادبی، زبان‌های ایرانی، انواع ادبیات، ادبیات ایران پیش از اسلام، اسطوره‌های ایرانی، اَعلام شاهنامهٔ فردوسی، و برخی دیگر از اَعلام، به‌ویژه اَعلام قرآنی، ادبیات معاصر ایران و احوال و آثار ایران‌شناسانی که چه در داخل و چه در خارج، در حوزهٔ زبان و ادب فارسی تحقیق کرده‌اند. بنا بر تصمیم شورای علمی دانشنامه، مدخل‌های مستقل را تنها به نویسندگان و شاعرانِ درگذشته و برجسته‌ترین آثارشان اختصاص می‌دهد.
دانشنامهٔ زبان و ادب فارسی به سرمایهٔ فرهنگستان زبان و ادب فارسی تدوین شده‌است و سرپرستی تدوین آن را اسماعیل سعادت، عضو پیوستهٔ این فرهنگستان، برعهده داشته‌است. این دانشنامه شامل بیش از ۲۰۰۰ مدخل (مقاله) است.
این دانشنامه نخستین دانشنامهٔ اختصاصی در معرفی مهم‌ترین اطلاعات مربوط به زبان و ادب فارسی در همهٔ شاخه‌های آن است. دانشنامهٔ زبان و ادب فارسی در تألیف و تنظیم مقالات خود، از سنت‌های جاافتاده و پذیرفته‌شدهٔ دانشنامه‌نویسی به شیوهٔ جدید پیروی می‌کند و بر درستی و رعایت کامل قواعد دستور زبان فارسی، پرهیز از اطناب و عبارت‌پردازی، و اکتفا به عبارات ساده، روشن و قابل‌فهم و خالی از حشو و ابهام تأکید می‌کند. از دیگر نکات مهمّی که دانشنامهٔ زبان و ادب فارسی در تألیف مقالات مدّ نظر دارد، رعایت تناسب موضوع آن‌هاست.

## متن
این کتاب نخست از ۱۳۸۴ تا ۱۳۹۵ در شش جلد منتشر شد و بعداً یک جلد ذیل بدان افزودند. ویرایشِ دوّمش سالِ ۱۳۹۸ در دوازده جلدِ کوچک‌تر منتشر شد. سالِ ۱۴۰۴ دو جلد ذیل بر این دوازده جلد افزوده شد.